# Kengia
Kengia es un género de plantas herbáceas perteneciente a la familia de las poáceas. Es originario de las regiones templadas de Eurasia.
El nombre Cleistogenes fue durante un tiempo considerado un nombre publicado inválidamente y sinónimo de kengia, pero las revisiones del Código de Nomenclatura han revertido esta situación. Cleistogenes es ahora el nombre correcto.

## Taxonomía
El género fue descrito por John G. Packer y publicado en Botaniska Notiser 113(3): 291. 1960. La especie tipo es: Cleistogenes serotina (L.) Keng
Etimología
Kengia: nombre genérico

## Especies aceptadas
A continuación se brinda un listado de las especies del género Kengia aceptadas hasta mayo de 2015, ordenadas alfabéticamente. Para cada una se indica el nombre binomial seguido del autor, abreviado según las convenciones y usos.	
1. Cleistogenes caespitosa Keng - China
2. Cleistogenes festucacea Honda - China
3. Cleistogenes gatacrei (Stapf) Bor - Afganistán, Pakistán
4. Cleistogenes hackelii (Honda) Honda - China, Japón, Corea
5. Cleistogenes hancei Keng - China, Primorie
6. Cleistogenes kitagawae Honda - Hebei, Liaoning, Mongolia, Rusia, Siberia
7. Cleistogenes mucronata Keng f. - China
8. Cleistogenes nedoluzhkoi Tzvelev  - Primorie
9. Cleistogenes polyphylla Keng f. - China
10. Cleistogenes ramiflora Keng f. & C.P.Wang - Mongolia
11. Cleistogenes serotina (L.) Keng - Eurasia desde España a Kazajistán
12. Cleistogenes songorica (Roshev.) Ohwi  - China, Kazajistán, Kirguistán, Mongolia, Rusia, Turkmenistán, Uzbekistán
13. Cleistogenes squarrosa (Trin. ex Ledeb.) Keng - China, Kazajistán, Mongolia, Rusia, Cáucaso